# Hrtkovci
Hrtkovci (izvirno srbsko Хртковци; madžarsko Herkóca) je naselje v Srbiji, ki upravno spada pod Občino Ruma; slednja pa je del Sremskega upravnega okraja.

## Demografija
V naselju, katerega izvirno (srbsko-cirilično) ime je Хртковци, živi 2743 polnoletnih prebivalcev, pri čemer je njihova povprečna starost 40,2 let (38,5 pri moških in 42,0 pri ženskah). Naselje ima 1171 gospodinjstev, pri čemer je povprečno število članov na gospodinjstvo 2,93.
To naselje je, glede na rezultate popisa iz leta 2002, v glavnem srbsko.
|  |

| Demografija | Demografija     | Demografija     |
| Leto        | Št. prebivalcev | Št. prebivalcev |
| ----------- | --------------- | --------------- |
|             |                 |                 |
|             |                 |                 |
|             |                 |                 |
|             |                 |                 |
| 1948        | 2800            |                 |
| 1953        | 3195            |                 |
| 1961        | 3265            |                 |
| 1971        | 3102            |                 |
| 1981        | 2855            |                 |
| 1991        | 2684            | 2528            |
| 2002        | 3706            | 3428            |
|             |                 |                 |

| Etnična sestava po popisu iz leta 2002 | Etnična sestava po popisu iz leta 2002 | Etnična sestava po popisu iz leta 2002 | Etnična sestava po popisu iz leta 2002 | Etnična sestava po popisu iz leta 2002 |
| -------------------------------------- | -------------------------------------- | -------------------------------------- | -------------------------------------- | -------------------------------------- |
| Srbi                                   | Srbi                                   |                                        | 2.396                                  | 69,89%                                 |
| Madžari                                | Madžari                                |                                        | 310                                    | 9,04%                                  |
| Hrvati                                 | Hrvati                                 |                                        | 256                                    | 7,46%                                  |
| Jugoslovani                            | Jugoslovani                            |                                        | 67                                     | 1,95%                                  |
| Romi                                   | Romi                                   |                                        | 28                                     | 0,81%                                  |
| Slovaki                                | Slovaki                                |                                        | 5                                      | 0,14%                                  |
| Črnogorci                              | Črnogorci                              |                                        | 4                                      | 0,11%                                  |
| Nemci                                  | Nemci                                  |                                        | 3                                      | 0,08%                                  |
| Makedonci                              | Makedonci                              |                                        | 3                                      | 0,08%                                  |
| Rusini                                 | Rusini                                 |                                        | 1                                      | 0,02%                                  |
| Neznano                                | Neznano                                |                                        | 79                                     | 2,30%                                  |